# 鶴田町立胡桃舘小学校
鶴田町立胡桃舘小学校（つるたちょうりつ くるみだてしょうがっこう）は、青森県北津軽郡鶴田町にあった公立小学校。2020年（令和2年）3月31日、鶴田小学校に統合され閉校。2019年度（閉校時点）の児童数は44名。

## 概要
- 鶴田町胡桃舘地区にあり、同地区や中野地区及び境地区や山道地区[注釈 1]が学区となっていた。
- なお、本項では、分校の沿革についても併せて触れる。

## 沿革
- 1876年（明治9年）4月 - 自習小学創立。赤田・三千石・野中・石野各地区の児童を収容。
- 1877年（明治10年） - 山道地区の豪農だった工藤九左衛門の庭園跡地[2]に、山道小学創立。
- 1878年（明治11年）
  - 2月5日 - 胡桃舘小学創立[3]。
  - 4月 - 授業開始。
- 1880年（明治13年）5月 - 胡桃舘字池田8番地に独立校舎完成[3]。
- 1881年（明治14年） - 自習小学が赤田村に移転し、赤田小学と改称。
- 1882年（明治15年）4月3日 - 小学校教則改正により、初等・中等・高等小学科になり、本校は、初等科となる。
- 1883年（明治16年）6月 - 中等小学科設置。
- 1886年（明治19年）4月 - 学制改正実施により、胡桃舘簡易小学に改称[3]。
- 1887年（明治20年） - 赤田小学校が板柳小学校に併合。
- 1890年（明治23年）10月6日 - 胡桃舘尋常小学校に改称[3]。
- 1895年（明治28年）4月24日 - 山道尋常小学校を併合し、山道分教場に改称[3]。
- 1896年（明治29年）11月7日 - 二階建新校舎完成。旧校舎は山道分教場増築に廻される。
- 1902年（明治35年）4月 - 野中分教場（野中分校の前身）設置[4]。
- 1906年（明治39年）
  - 3月24日 - 高等科設置の認可降りる。
  - 4月 - 高等科（六郷中学校の前身）を併置し、胡桃舘尋常高等小学校に改称。
  - 5月1日 - 高等科の授業開始。この日を学校記念日と定める。
- 1908年（明治41年）
  - 6月27日 - 校舎増築地形盛立開始。
  - 10月20日 - 校舎増築、工事完成。
- 1921年（大正10年）4月 - 境字宮内1番1号に校舎新築落成し、移転。
- 1926年（大正15年） - 山道分校が、野中字若松45番地に移転。
- 1927年（昭和2年）12月5日 - 創立50周年記念式典挙行。
- 1932年（昭和7年）9月27日 - 給食実施。
- 1933年（昭和8年）
  - 11月3日 - 校旗樹立。
  - 12月25日 - 講堂と2教室増築完了。
- 1935年（昭和10年）4月1日 - 胡桃舘字池田1番1号に移転。
- 1941年（昭和16年）4月1日 - 国民学校令により、胡桃舘国民学校に改称。
- 1947年（昭和22年）4月1日 - 学制改革により、六郷村立胡桃舘小学校に改称[3][5]。同日から六郷村立六郷中学校併置[3]。
- 1951年（昭和26年）1月19日 - 六郷中学校校舎落成し、移転分離[4]。
- 1955年（昭和30年）3月1日 - 町村合併により、鶴田町立胡桃舘小学校に改称[3]。
- 1958年（昭和33年）
  - 11月1日 - 石野・野中地区が板柳町に編入されたため、本校野中分校が板柳小学校野中分校に変更[4]。
  - 12月16日 - 新校旗樹立式挙行。校歌制定（作詞ː藤田桂三・作曲ː上原げんと）[6]。
- 1959年（昭和34年）
  - 1月8日 - 山道分校新築落成式挙行[3]。
  - 5月9日 - 増改築校舎落成し、移転開始。
  - 5月19日 - 増改築校舎落成式挙行。
- 1962年（昭和37年）8月13日 - プール開き。
- 1964年（昭和39年）12月21日 - ミルク給食開始。
- 1967年（昭和42年）7月21日 - 本校の水泳プール改装工事竣工[3]。
- 1968年（昭和43年）4月15日 - 完全給食開始。
- 1973年（昭和48年）7月5日 - 山道分校のプール竣成[3]。
- 1974年（昭和49年）7月24日 - 山道分校のプール竣工式挙行[3]。
- 1978年（昭和53年）
  - 8月5日 - 現在地に新校舎建設用地造成開始。
  - 9月10日 - 創立百周年記念式典挙行。
  - 9月30日 - 新築校舎の建設開始。
- 1979年（昭和54年）
  - 3月30日 - 山道分校のお別れ会開催。最後の児童数は37名だった[2]。
  - 3月31日 - 山道分校が閉校[7]し、本校へ統合。
  - 4月5日 - 胡桃舘字北田171番地（現在地）に移転[8][9]。
  - 7月16日 - プール完成。
  - 10月16日 - グラウンド整備工事完了。
  - 11月21日 - 新築落成記念式典挙行。祝賀会も開催された。
- 1998年（平成10年）11月22日 - 創立百二十周年記念式典挙行。記念誌発行。
- 2008年（平成20年）11月15日 - 創立130周年記念式典挙行[10]。
- 2011年（平成23年） - 屋内運動場の耐震補強工事実施[11]。
- 2019年（令和元年）11月23日 - 閉校式挙行[12]。
- 2020年（令和2年）3月31日 - 鶴田小学校に統合され、閉校[13]。

## 周辺
- 人家や田畑のみ
  - かつては五所川原警察署胡桃舘警察官駐在所が近くにあったが、閉鎖された。

## 交通
閉校時点
- 青森県道158号胡桃舘鶴田線で鶴田町中心部から、車で約4km・約8分。
- 学校周辺の道路は、路線バスなど公共交通機関は通っていない。